# Elena Daniločkina
Elena Igorevna Daniločkina, coniugata Kirillova (in russo Елена Игоревна Данилочкина-Кириллова?; Mosca, 27 gennaio 1986), è una cestista russa.

## Carriera
Con la Russia ha disputato i Giochi olimpici di Londra 2012, i Campionati mondiali del 2010 e tre edizioni dei Campionati europei (2011, 2015, 2017).